# Nikolay Nikolayevich Urvantsev

Urvantsev những năm 1920.

Nikolay Nikolayevich Urvantsev (tiếng Nga: Николай Николаевич Урванцев; sinh ngày 29 tháng 1 năm 1893 – mất ngày 20 tháng 2 năm 1985) là một nhà địa chất học và thám hiểm người Liên Xô. Ông sinh ra trong một gia đình buôn bán tại thị trấn Lukoyanov, Nizhny Novgorod, đế quốc Nga. Năm 1918, ông tốt nghiệp Học viện Kỹ thuật Tomsk.
Ông có đóng góp lớn trong việc phát hiện ra mỏ than Norilsk và vùng quặng đồng - niken lớn ở Norilsk trong năm 1919-1922, cũng là một trong số những người thành lập ra thành phố mỏ Norilsk.

## Sự nghiệp
Năm 1922, khi dẫn đầu một đoàn thám hiểm địa chất, Urvantsev đã tìm thấy bằng chứng về sự biến mất bí ẩn của Peter và Paul Tessem Knutsen, hai thuyền viên trong chuyến thám hiểm Bắc Cực của Roald Amundsen năm 1918. Urvantsev phục hồi các văn bản và các dữ liệu khoa học mà hai nạn nhân xấu số người Na Uy đã mang theo. Các văn bản có giá trị đã được tìm thấy trên bờ biển Kara, gần cửa sông Zeledeyeva.
Trong năm 1930-1932, Urvantsev cùng với Georgy Ushakov khám phá quần đảo Severnaya Zemlya và bản đồ chi tiết của quần đảo được lập ra trong chuyến đi này. Ngoài ra, ông cũng đã xuất bản một cuốn sách về cuộc thám hiểm có tên At the Severnaya Zemlya. Ông cũng khám phá những vùng xa xôi khác của Nga, Taimyr và Cao nguyên Trung Sibir.
Trong 1933-1934 mới được thành lập Glavsevmorput (Một tổ chức của chính phủ quản lý con đường biển phía Bắc) đã gửi tàu hơi Pravda tới Nordvik trong ngày đầu tiên thám hiểm thăm dò dầu khí ở Bắc Siberia. Chuyến đi này có mặt Nikolay Urvantsev cùng với vợ của ông, tiến sĩ Yelizaveta Ivanovna. Bà cũng chính là nhân viên phụ trách việc chăm sóc y tế của đoàn thám hiểm.
Trong thời chủ nghĩa Stalin, Urvantsev đã nhiều lần vô cớ bị buộc tội phá hoại. Ông bị kết án và phải phục vụ trong trại cải tạo lao động Karlag (Hệ thống trại cải tạo lao động Karaganda) và Norillag (Hệ thống trại cải tạo lao động ở Norilsk).
Urvantsev sau đó đã được minh oan hoàn toàn vào năm 1954. Cho đến khi qua đời, ông làm việc với tư cách là Chủ tịch của Cục Địa chất Bắc Cực trong các [[Viện nghiên cứu Khoa học Địa chất Bắc Cực (НИИГА, bây giờ là Viện nghiên cứu Khoa học Đại dương, Địa chất và Khoáng sản Nga, VNIIOkeanologiya, ВНИИОкеанология).

## Giải thưởng
Ông đã vinh dự hai lần nhận Huân chương Lenin cùng nhiều huân chương và danh hiệu danh dự tôn vinh đóng góp của ông trong khoa học. Hội địa lý Liên Xô bầu ông là thành viên danh dự và trao tặng ông huy chương vàng lớn.